# Олівер Трі
Олівер Трі Нікелл (англ. Oliver Tree Nickell; народився 29 червня 1993 року) — американський співак, автор пісень і режисер. Народився у Санта-Крус, Каліфорнія. Підписав контракт з Atlantic Records у 2017 році після того, як його пісня «When I'm Down» стала вірусною і випустив дебютний студійний альбом Ugly Is Beautiful у 2020 році. Другий студійний альбом Cowboy Tears вийшов 18 лютого 2022 року.

## Ранні роки
Олівер Трі Нікелл народився та виріс у Санта-Крусі, Каліфорнія. Він народився у сім'ї музикантів і говорив, що брав «уроки гри на фортепіано у три роки, наступного року [почав] писати пісні, а у шість років у нього був написаний альбом». Олівер співав і грав на гітарі в ска-групі під назвою Irony, для нього це був перший досвід виступу. У старшій школі цікавився хіп-хопом та електронною музикою, став діджеєм і записався в реп-групі Mindfuck. Під псевдонімом Kryph, Трі продюсував дабстеп протягом короткого періоду та виступав на таких фестивалях, як Wobbleland 2011 у Сан-Франциско. Виступав на розігріві у Tyler, the Creator; Неро та Френка Оушена, а також випустив музику під псевдонімом Трі.
У віці 17 років зробив презентації для виступів Skrillex і Zeds Dead.
У 18 років підписав контракт з лондонською R&S Records і випустив дебютний EP Demons. EP отримав певне визнання після того, як соліст Radiohead Том Йорк схвалив його кавер на їхню пісню "Karma Police".
Трі вивчав бізнес в Університеті Сан-Франциско протягом двох років і музичні технології в Каліфорнійському інституті мистецтв.

## Кар’єра
Олівер почав створювати музику під псевдонімом Трі (англ. Tree, без зазначення імені) у 2010 році. Спочатку він самостійно випускав музику, але у 2011 році підписав контракт з R&S Records. Зрештою він взяв перерву, повернувся до навчання, вивчаючи музичні технології в Каліфорнійському інституті мистецтв.
У листопаді 2016 року повернувся до музики з телевізійним дебютом, виступивши з Getter on Last Call з Карсоном Дейлі.
Незабаром після виходу "When I'm Down" Трі підписав контракт з Atlantic Records, а через місяць закінчив Каліфорнійський інститут мистецтв.
Трі часто пише, грає та режисує комедійні відео.
У лютому 2018 року Олівер Трі випустив дебютний EP Alien Boy разом із подвійним музичним відео на «All That x Alien Boy». Він написав і зрежисерував дебют, на створення якого пішло дев'ять місяців. Трі провів п'ять місяців, тренуючись у стрибках у монстр-траку для фристайлу на автодромі Perris Auto Speedway і виконав усі трюки у музичному відео.
Олівер Трі грав на таких великих фестивалях, як Lollapalooza та Outside Lands Music and Arts Festival, а також виступав як спеціальний гість на фестивалі музики та мистецтв Coachella Valley та EDC.
7 грудня 2018 року випустив другий кліп "Hurt", сингл зі дебютного альбому Ugly Is Beautiful. Він їздив до України, щоб зняти це відео. 11 квітня 2019 року Трі випустив третій музичний кліп "Fuck", однойменний сингл був випущений того ж дня.
Його четверте музичне відео та сингл «Miracle Man» випущені 7 червня 2019 року, а в перший день релізу відео набрало 1,3 мільйона переглядів. 12 червня він оголосив, що дасть свій останній тур.
Другий EP Do You Feel Me? вийшов 2 серпня 2019 року та отримав в цілому позитивні відгуки.
Трі спіткнувся, стрибнувши зі сцени висотою приблизно 6 футів (1,8 метра) на фестивалі Coachella у 2019 році. Через це його губа, рот і ніс кровоточили під час виступу наживо на одному з найбільших музичних фестивалів країни.
6 грудня 2019 року Трі випустив «Cash Machine», сингл у супроводі музичного відео. Водночас він оголосив про випуск дебютного альбому Ugly Is Beautiful 27 березня 2021 року.
25 березня 2020 року Трі опублікував повідомлення на своїй сторінці в Twitter, в якому говорилося, що через пандемію COVID-19 Ugly Is Beautiful не буде випущено вчасно. 19 травня була оголошена офіційна дата релізу альбому — 12 червня.
26 травня 2020 року Трі завантажив музичне відео на "Bury Me Alive" з Ugly Is Beautiful з бюджетом 6 доларів.
8 червня 2020 року Олівер Трі оголосив про рішення знову відкласти Ugly Is Beautiful, цього разу на 17 липня. Він заявив, що через проблеми расизму та насильства поліції проти чорношкірих людей, які відбувалися протягом цього часу після вбивства Джорджа Флойда, він «не вважав, що настав відповідний час» для випуску альбому, коли «набагато більші речі» заслуговують на увагу.
15 липня 2020 року Трі оголосив в інтерв’ю Twitch з Ентоні Фантано та H3 Podcast, що Ugly Is Beautiful стане його останнім альбомом і що після його випуску він завершує свою музичну кар’єру. Своїми міркуваннями він назвав труднощі, які він мав зі своїм лейблом та індустрією під час просування та випуску альбому. Він вирішив, що буде займатися кіно.
17 липня 2020 року на екрани вийшов фільм Ugly Is Beautiful. Найбільш помітною в цьому альбомі є пісня «1993», у якій представлений інопланетний персонаж на ім’я Little Ricky ZR3. На альбомі є американський діджей Marshmello, який спродюсував пісню «Jerk». 
18 липня 2020 року H3h3Productions опублікували подкаст з Олівером. В інтерв'ю Олівер стверджував, що Atlantic Records змусив його випустити кілька синглів з дебютного альбому Ugly Is Beautiful проти волі, порівнюючи цей досвід з розділами, які були вирвані з книги та випущені окремо. 
Попри те, що він вирішив кинути музику, він випустив сингл «Out of Ordinary» 4 лютого 2021 року, оголосивши про вихід люксового видання Ugly Is Beautiful.
28 травня 2021 року Трі завантажив музичне відео на пісню «Life Goes On», у якому він співає про токсичні стосунки з владним дволиким коханцем. Спочатку він написав цю пісню для свого дебютного альбому Ugly Is Beautiful, але вона не потрапила в остаточний список треків. Натомість він включив його як бонус-трек до люксового видання альбому — Ugly Is Beautiful: Shorter, Thicker & Uglier 27 травня 2020 року.
Пізніше він співпрацював з російською рейв-групою Little Big і випустив сингл "Turn It Up" за участю Томмі Кеша з їхнього спільного EP Welcome To The Internet, який випущений 30 вересня 2021 року.
12 січня 2022 року Tree випустив сингл «Cowboys Don't Cry» зі свого другого альбому Cowboy Tears. Cowboy Tears випущений 18 лютого 2022 року. Ковбой на ім'я Shawney Bravo — новий персонаж, створений Олівером спеціально для цього альбому.
«Cowboy Tears Drown the World in a Swimming Pool of Sorrow» — люксове видання альбому «Cowboy Tears», яке Олівер Трі випустив наприкінці грудня 2022 року. Містить у собі 11 нових треків.
20 червня 2023 року вийшов сінгл «Bounce», в якому Олівер продемонстрував стиліста Cornelius'а Cummings'а – своє нове аплуа. Того ж дня артист анонсував альбом під назвою «Alone in a Crowd», який вийшов 29 вересня 2023 року на стрімінгових платформах.

## Дискографія

#### Студійні альбоми
Splitting Branches (2013)
Ugly Is Beautiful (2020)
Cowboy Tears (2022)
Alone In A Crowd (2023)

#### Міні-альбоми
Demons (2013)
Alien Boy (2018)
Do You Feel Me? (2019)
Welcome to the Internet (2021)